# Maestro de Bedford
El Maestro de Bedford fue un iluminador de manuscritos activo en París durante el siglo XV. Recibe su nombre por el trabajo que realizó en dos libros ilustrados para Juan de Lancaster, primer duque de Bedford entre 1415 y 1435. Uno es el Bedford Hours, un libro de horas en la Biblioteca Británica (Add. MS 18850); el otro, el Breviario de Salisbury, está en la Biblioteca Nacional de Francia (MS lat. 17294). Otro manuscrito se encuentra en la Royal Collection. Se sabe que el Maestro de Bedford fue jefe de un taller, cuyo su asistente principal es conocido como el Asociado Principal del Maestro de  Bedford .
Los estudios recientes han tendido a pasar de hablar del "Maestro de Bedford" al "Taller de Bedford" e incluso a la Tendencia de Bedford, un término introducido por Millard Meiss en 1967, que incluye un período más amplio que conduce a las obras clave de Bedford. También se le han atribuido algunas obras a un "Maestro de la tendencia Bedford". Un posible candidato para la identidad del Maestro Bedford es Haincelin de Hagenau en Alsacia, quien fue registrado en París entre 1403 y 1424, y fue quizás el padre de "Jean Haincelin", activo entre al menos 1438 y 1449, y fue quizás el "Maestro Dunois" a quien se le ha atribuido un grupo de manuscritos del estilo tardío de Bedford.

## Influencias

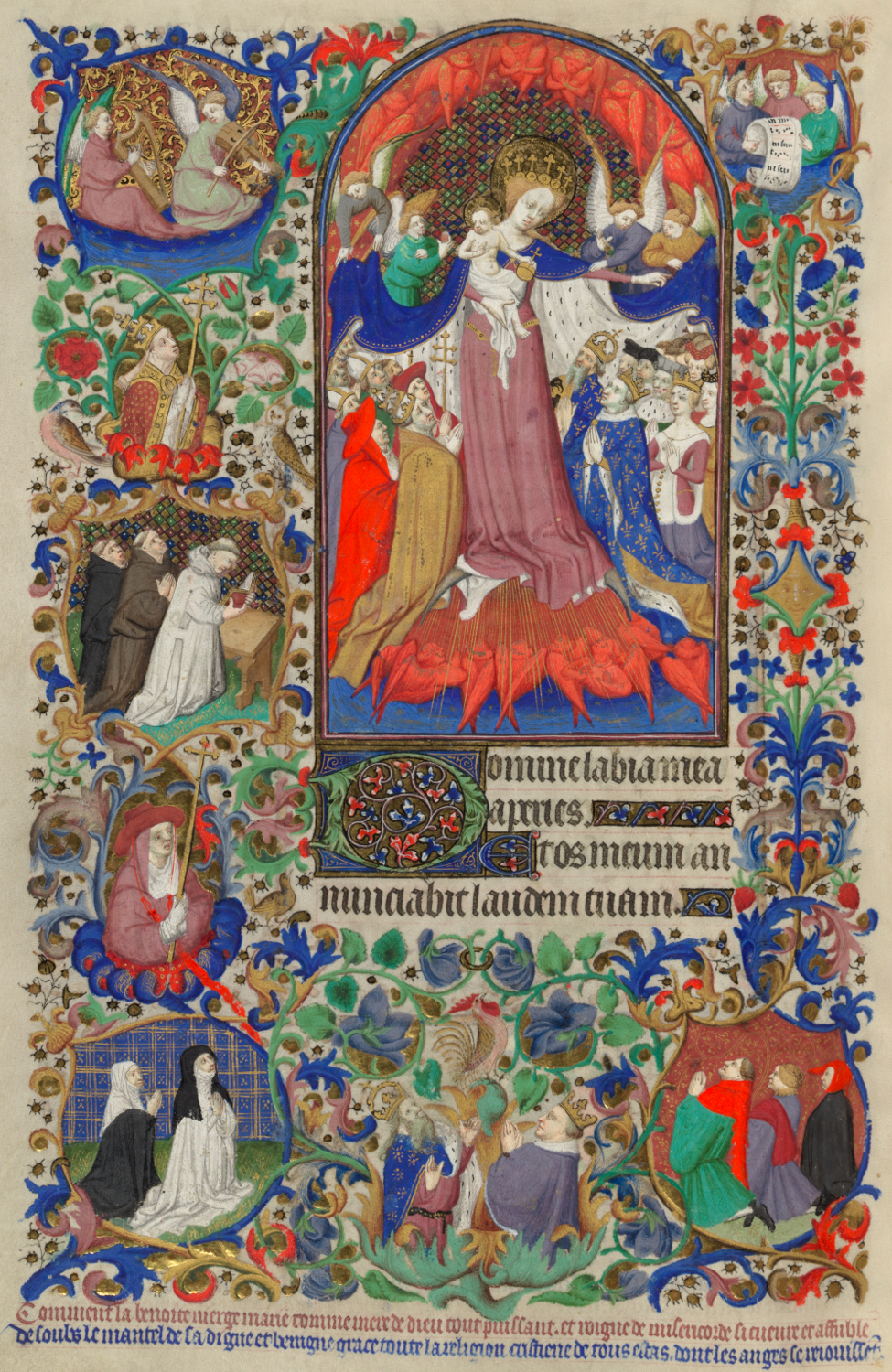
Página de Horas de Bedford, 1423, iluminación sobre pergamino, 41 cm × 28 cm. Biblioteca británica.

El comienzo de la producción del Maestro de Bedford está directamente inspirado en el estilo del Maestro di Boucicaut, peculiares son las aportes del primer Renacimiento italiano, especialmente la representación en perspectiva de la arquitectura, a través de un pintor anónimo del taller de Niccolò da Bologna, el Maestro de las iniciales de Bruselas. Al final de su carrera conoció las obras de los primitivos flamencos, de las que adoptó ciertos detalles. También se inspiró en la Virgen de la Fuente de Jan van Eyck para un libro de horas ahora conservado en San Marino, y un elemento del paisaje de la Virgen del Canciller Rolin para las Horas de Dunois. Pero su estilo sigue marcado por el gótico tardío.

## Manuscritos
Para Juan, duque de Bedford:

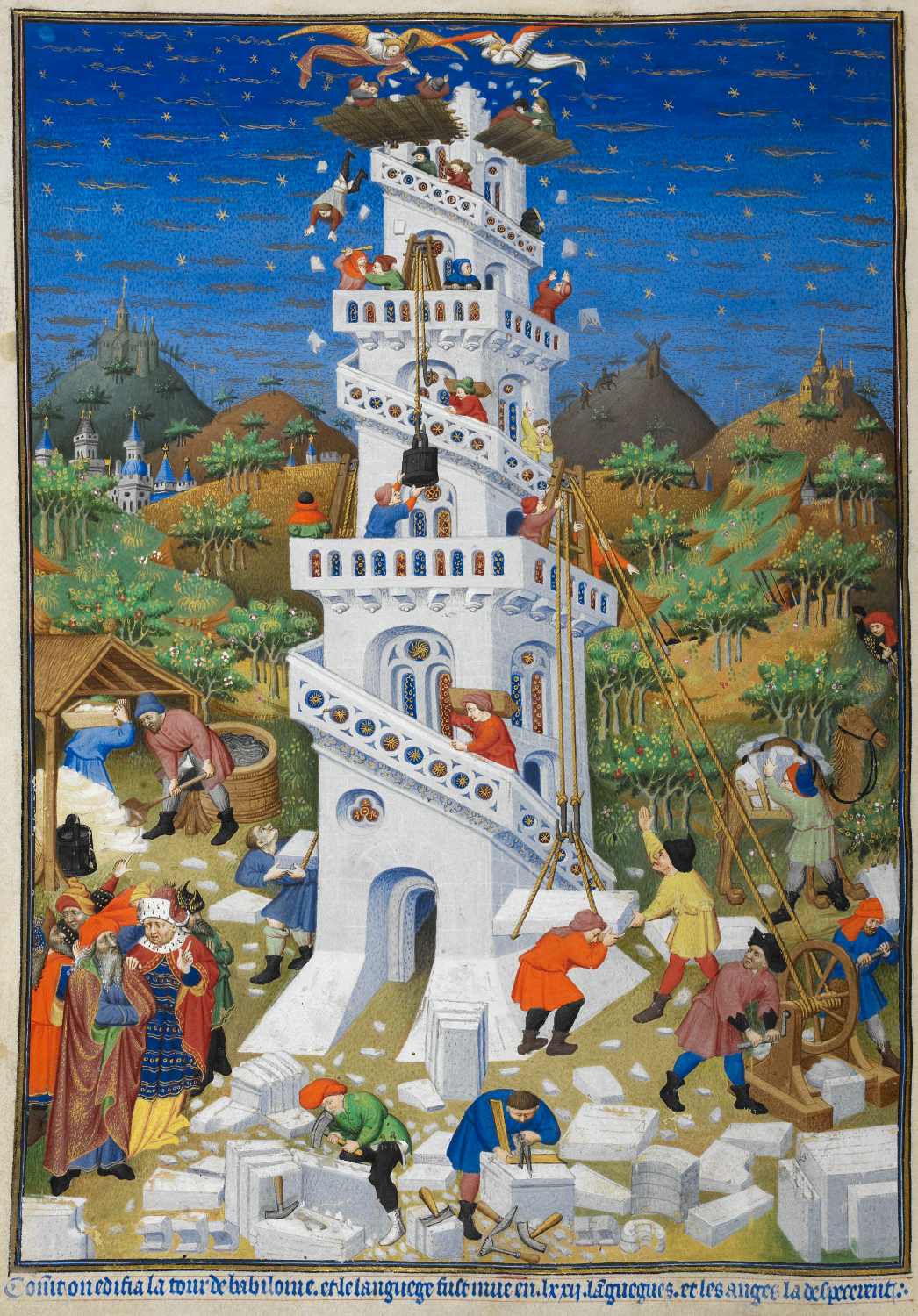
La Torre de Babel, ilustración de libro, 41 × 28 cm, Londres, 1423

- Horas de Bedford, Biblioteca Británica, Add. MS 18850
- Breviario de Salisbury, BnF, MS Lat. 17294
- Horas de John Sobieski (llamado así por su propietario en el siglo XVII), Royal Collection, en parte
- Pontificio de Poitiers, ahora perdido
- Horas y Salterio, Biblioteca Británica, Add. MS 74754
- Horas, Österreichische Nationalbibliothek, Cod. 1855 (Fuente: Björn R. Tammen, "Oraciones y más allá" en "Prospettive di iconografia musicale" (2007)